# Født den 4. juli
Født den 4. juli (engelsk: Born on the Fourth of July) er en amerikansk dramafilm fra 1989 instrueret, produceret og skrevet af Oliver Stone. Filmen er baseret på marineinfanteristen Ron Kovics oplevelser under Vietnamkrigen og denne har også skrevet filmen sammen med Stone. "Født den 4. juli" er Oliver Stones anden film i hans såkaldte Vietnam-trilogi. Filmen har Tom Cruise i hovedrollen som Ron Kovic. Andre medspillere er bl.a. Raymond J. Barry, Kyra Sedgwick, Tom Berenger og Willem Dafoe. "Født den 4. juli" blev nomineret til otte Oscars, bl.a. for bedste mandlige hovedrolle (Tom Cruise) og bedste film, men vandt en Oscar for bedste instruktør (Oliver Stone) og for bedste klipning (Joe Hutshing og David Brenner).

## Modtagelse
Født den 4. juli blev godt modtaget af filmkritikerne og har opnået så meget som 90% på Rotten Tomatoes (juli 2013). Kendis filmkritikeren Roger Ebert gav filmen topscore og særligt Tom Cruise fik roser.
Filmen blev en publikumssucces både i USA og mange andre land. Den indbrakte $70 millioner i amerikanske kinoer alene og er havnet på en 17-plads over de mest indbringende film i USA for 1989. Den indbragte over $161 millioner på verdensplan.

## Medvirkende
- Tom Cruise som Ron Kovic
- Raymond J. Barry som Mr. Kovic
- Caroline Kava som Mrs. Kovic
- Josh Evans som Tommy Kovic
- Frank Whaley som Timmy Burns
- Jerry Levine som Steve Boyer
- Kyra Sedgwick som Donna
- Rob Camilletti som Tommy Finelli
- Stephen Baldwin som Billy Vorsovich
- Tom Berenger som GySgt. Hayes
- Willem Dafoe som Charlie
- Cordelia González som María Elena
- Holly Marie Combs som Jenny
- Vivica A. Fox
- Wayne Knight

## Priser og nomineringer
| Priser - Oscar (bedste klip) - Oscar for bedste instruktør - Directors Guild of America for "Outstanding Directorial Achievement in Motion Pictures" - Golden Globe for bedste regi - Golden Globe for bedste skuespiller i dramafilm - Golden Globe for bedste dramafilm - Golden Globe for bedste manus - Chicago Film Critics Association bedste skuespiller - Broadcast Music Incorporated Film & TV Awards - Motion Picture Sound Editors Bedste lydklip - Motion Picture Sound Editors Bedste lydeffekter - Political Film Society | Nomineringer - Oscar (bedste film) - Oscar (bedste mandlige hovedrolle) - Oscar (bedste foto) - Oscar (bedste lyd) - Oscar (bedste manus baseret på andet medium) - BAFTA Award (bedste skuespiller) - BAFTA Award (bedste manus) - Casting Society of America (bedste casting) - American Society of Cinematographers (Outstanding Achievement in Cinematography) - American Cinema Editors (bedste klip) - Golden Globe (Bedste filmmusik) - Writers Guild of America (Best Screenplay Based on Material from Another Medium) - Filmfestivalen i Berlin (Gullbjørnen) |